# 邓奉
邓奉（？—27年），中国新朝末年东汉初期武將，一度歸順劉秀，後又背叛，敗死。荊州南陽郡新野县人。东漢草創期功臣邓晨的侄子（兄子），弟邓终。

## 生平
更始元年（23年），邓奉在南陽郡淯陽（育陽）反新举兵。更始二年（24年），樊崇率赤眉軍進攻荊州，更始帝属下前大司馬劉賜敗北，逃到淯陽，接受邓奉的庇護。行大将軍事阴识（陰麗華異母兄），作为邓奉的客将，陰麗華也寄身于此。
建武元年（25年），光武帝劉秀即位，邓奉和叔父邓晨归顺劉秀，邓奉被任命为破虜将軍。
建武二年（26年），大司馬吴漢討伐荊州宛县董訢，吴漢軍队在途中掠奪，邓奉的故乡新野被残害。邓奉被激怒，撃破吴汉軍，叛漢。他的好友趙憙写信劝说邓奉，邓奉没有理会。
邓奉与董訢協力，南北挟撃包围漢揚化将軍堅鐔，历时一年。同年十一月，光武帝任命廷尉岑彭为征南大将軍，率将軍8人攻撃堵乡（南陽郡葉县方城附近）董訢。邓奉率领南陽精鋭部队救援董訢，和岑彭軍大战。賈復負傷，淯陽之战朱祜被俘。
建武三年（27年）三月，光武帝親征，董訢派遣别队，岑彭在葉县撃破别队。光武帝到達南陽郡堵陽，邓奉逃到淯陽，董訢投降。夏四月，光武帝追撃，邓奉在南陽郡淯陽县小長安聚决战大败，邓奉在朱祜的劝说下降漢。光武帝因为邓奉是功臣，反逆原因在于吴汉军队的暴行，想要赦免他。岑彭、耿弇諫言：“邓奉背恩反逆，暴师经年，致贾复伤痍，朱祐见获。陛下既至，不知悔善，而亲在行陈，兵败乃降。若不诛奉，无以惩恶”。于是邓奉被处死。